# Narses Dimacísio
Narses Dimacísio (em latim: Narses; em grego: Ναρσής, Narsḗs; em armênio: Ներսես, Nerses) foi um suposto nobre armênio (nacarar) do século II a.C. da família Dimacísio, ativo durante o reinado do rei Orontes IV (r. 212–200 a.C.).

## Nome
Narses é a forma helenizada e latinizada do armênio Nerses. A atestação mais antiga do nome ocorre nos Feitos do Divino Sapor, uma inscrição trilíngue do reinado do xainxá sassânida Sapor I (r. 240–270). Em parta é registrado como Narses (Narsēs) e em pálavi como Narse (Narsē). O nome deriva do avéstico Nairyō saŋha-, que literalmente significa "o de muitos discursos", ou seja, o mensageiro divino.

## Vida
De acordo com Moisés de Corene, Narses era filho de Gizaque, cuja vida nada se sabe, e sua ama-de-leite. Quando a revolta de Artaxias (identificado com Artaxias I (r. 189–160 a.C.)) logrou sucesso e derrubou Orontes (identificado com Orontes IV (r. 212–200 a.C.)), Artaxias decidiu recompensar todos aqueles que o ajudaram. Narses, que supostamente vinha de origem humilde, foi elevado à nobreza e nomeado Dimacísio.